# Kris Aquino

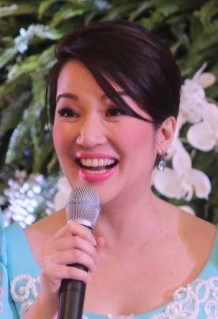
Kris Aquino

Kristina Bernadette Cojuangco Aquino-Yap (* 14. Februar 1971 in Quezon City) ist eine philippinische Fernseh- und Filmschauspielerin sowie TV-Moderatorin.

## Leben
Kris Aquino ist die jüngste Tochter des 1983 ermordeten philippinischen Senators Benigno Aquino, Jr. und der im Jahr 2009 verstorbenen philippinischen Präsidentin Corazon Aquino. Bereits als Teenager hatte sie landesweite Bekanntheit erreicht.
Ihr Durchbruch war 1990 mit der Hauptrolle in der Komödie Pido Dida: Sabay Tayo. Es folgten weitere Rollen in Filmen und Seifenopern. Mitte der 1990er Jahre wurde sie auch als TV-Moderatorin in ihren eigenen täglichen Sendungen, wie Today with Kris Aquino und später Kris TV aktiv.

## Filmografie (Auswahl)
- 1990: Pido Dida: Sabay Tayo
- 1994: The Fatima Buen Story
- 2002: Mano po
- 2004: Feng Shui
- 2004–2005: Hiram (Fernsehserie, 223 Folgen)
- 2006: Sukob
- 2010: Kung tayo’y magkakalayo (Fernsehserie, 121 Folgen)
- 2010: Dalaw
- 2011: Segunda mano
- 2012: Sisterakas
- 2013: My Little Bossings
- 2014: Feng Shui 2
- 2018: Crazy Rich (Crazy Rich Asians)
- 2018: I Love You, Hater